# Зіммеринг (станція метро)
48°10′11″ пн. ш. 16°25′14″ сх. д. / 48.1698° пн. ш. 16.4205° сх. д.
«Зіммеринг» (нім. Simmering) — станція Віденського метрополітену, кінцева станція лінії U3, після станції «Енк-плац». Відкрита 2 грудня 2000 року.
Розташована в 11-му районі Відня (Зіммеринг).